# Janakkalan Suurisuo
Janakkalan Suurisuo este o arie protejată (arie specială de conservare — SAC, sit de importanță comunitară — SCI) din Finlanda întinsă pe o suprafață de 232 ha, integral pe uscat.

## Localizare
Centrul sitului Janakkalan Suurisuo este situat la coordonatele 60°59′45″N 24°47′48″E / 60.9958°N 24.7967°E.

## Înființare
Situl Janakkalan Suurisuo a fost declarat sit de importanță comunitară în august 1998 pentru a proteja 2 specii de plante. Situl a fost protejat și ca arie specială de conservare în aprilie 2015.

## Biodiversitate
Situată în ecoregiunea boreală, aria protejată conține 1 habitat natural: Turbării active.
La baza desemnării sitului se află mai multe specii protejate de  plante (2): Hamatocaulis vernicosus, Meesia longiseta.
Pe lângă speciile protejate, pe teritoriul sitului au mai fost identificate 3 specii de plante.